# Krista Allen

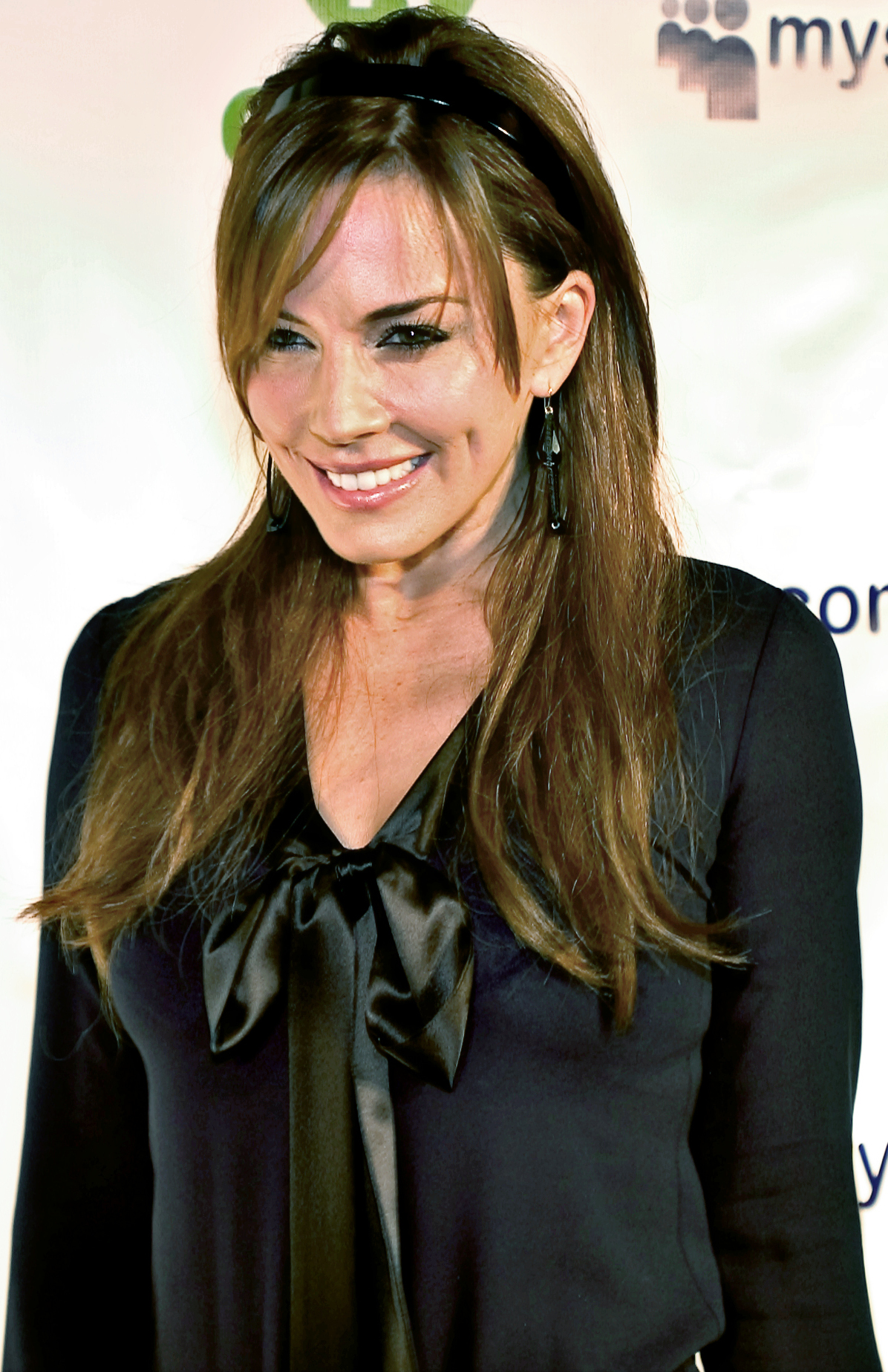
Krista Allen (2006)

Krista Allen (* 5. April 1971 in Ventura, Kalifornien) ist eine US-amerikanische Schauspielerin.

## Leben
Allen hat portugiesische und irische Vorfahren. Sie studierte am Austin Community College in Austin, Texas und wurde zunächst Erzieherin in einem Kindergarten.
Sie war von 1996 bis 1999 mit dem Produktionsmanager Justin Moritt verheiratet, aus der Beziehung stammt ein Sohn (* 1997). Von 2004 bis 2006 sowie 2008 war sie mit Schauspielkollege George Clooney liiert. Seit 2015 ist sie in einer Beziehung mit dem kanadischen Schauspieler Nathan Fillion.

## Karriere
Ihr Fernsehdebüt gab Allen 1994 als Hauptdarstellerin in der mehrteiligen US-amerikanischen TV-Adaption der Erotik-Filmreihe Emmanuelle (gemeinhin als Emmanuelle in Space bezeichnet). Danach trat sie in einzelnen Folgen von Fernsehserien wie Eine schrecklich nette Familie (1996) auf. 2000 und 2001 trat sie in einigen Folgen der Fernsehserien Baywatch – Die Rettungsschwimmer von Malibu, CSI: Den Tätern auf der Spur, Smallville und Charmed – Zauberhafte Hexen auf. Von 2006 bis 2007 spielte sie in der Serie What About Brian mit.
Ihre erste größere Rolle in einem Kinofilm spielte Allen 1997 an der Seite von Burt Reynolds in Raven Team. 2001 hatte sie jeweils die Hauptrolle im Filmdrama Der Tod kennt keine Freundschaft als auch in der Komödie Total blond. Im preisgekrönten Filmdrama Geständnisse – Confessions of a Dangerous Mind (2002) mit Drew Barrymore, George Clooney und Julia Roberts spielte sie eine kleinere Rolle. In der Komödie Die Wutprobe (2003) trat sie an der Seite von Adam Sandler, Jack Nicholson und Marisa Tomei auf. Später übernahm sie eine der Hauptrollen in der Horrorkomödie Feast (2005). Seit 2021 verkörpert sie in der Seifenoper Reich und Schön die Figur Dr. Taylor Hayes Forrester.

## Filmografie

### Spielfilme
- 1994: Emmanuelle 1 – Botschafterin der Lust (Queen of the Galaxy)
- 1994: Emmanuelle 2 – Ein tiefes Verlangen (A World of Desire)
- 1994: Emmanuelle 3 – Lektionen in Liebe (A Lesson in Love)
- 1994: Emmanuelle 4 – Geheime Wünsche (Concealed Fantasy)
- 1994: Emmanuelle 5 – Wilde Träume (A Time to Dream)
- 1994: Emmanuelle 6 – Botschafterin der Lust (One Final Fling)
- 1994: Emmanuelle 7 – Im Rausch der Sinne (The Meaning of Love)
- 1996: Rolling Thunder (Fernsehfilm)
- 1996: Raven
- 1997: Der Dummschwätzer (Liar Liar)
- 1997: The Haunted Sea
- 1999: Gefahr aus der Tiefe – Die Vorboten der Hölle (Avalon: Beyond the Abyss, Fernsehfilm)
- 2000: Sunset Strip
- 2001: Total blond (Totally Blonde)
- 2002: Der Tod kennt keine Freundschaft (Face Value)
- 2002: Zero Effect (Fernsehfilm)
- 2002: Geständnisse – Confessions of a Dangerous Mind (Confessions of a Dangerous Mind)
- 2003: Die Wutprobe (Anger Management)
- 2003: Paycheck – Die Abrechnung (Paycheck)
- 2004: Shut Up and Kiss Me!
- 2004: Tony ’n’ Tina’s Wedding
- 2004: Meet Market
- 2005: Feast
- 2007: All Along
- 2007: Leo (Kurzfilm)
- 2007: The Third Nail
- 2007: Business Class (Fernsehfilm)
- 2008: Held Up (Fernsehfilm)
- 2009: Alien Presence
- 2009: Shannon’s Rainbow
- 2009: Final Destination 4 (The Final Destination)
- 2009: Silent Venom
- 2010: Black Widow
- 2010: Jesse Stone: Ohne Reue (Jesse Stone: No Remorse, Fernsehfilm)
- 2012: Little Women, Big Cars
- 2012: Little Women, Big Cars 2
- 2013: Shellnapped (Kurzfilm)
- 2013: The Dream Job (Kurzfilm)
- 2014: Locker 13
- 2014: RanDumb: The Adventures of an Irish Guy in LA (Fernsehfilm)
- 2014: Fatal Instinct
- 2015: Spare Change
- 2015: Rodeo & Juliet
- 2017: This is Meg
- 2018: Best Mom
- 2018: Party Mom (Fernsehfilm)
- 2018: The Perfect Mother (Almost Perfect)
- 2018: Eleven Eleven
- 2018: BITS
- 2019: I Almost Married a Serial Killer (Fernsehfilm)
- 2019: Misfits
- 2020: Case 347
- 2020: The 420 Movie: Mary & Jane
- 2020: Psychos & Socios
- 2020: The Wrong Stepfather (Fernsehfilm)
- 2021:The Wrong Mr. Right (Fernsehfilm)
- 2021: Paradise Cove
- 2021: For the Hits
- 2021: After Masks
- 2022: Shadows

### Fernsehserien
- 1995: Tödliches Spiel (Deadly Games, eine Folge)
- 1995–1996: High Tide – Ein cooles Duo (High Tide, drei Folgen)
- 1996: Palm Beach-Duo (Silk Stalkings, eine Folge)
- 1996: Diagnose: Mord (Diagnosis Murder, eine Folge)
- 1996: Eine schrecklich nette Familie (Married with Children, eine Folge)
- 1996: L.I.S.A – Der helle Wahnsinn (Weird Science, eine Folge)
- 1996, 1999: Pacific Blue – Die Strandpolizei (Pacific Blue, zwei Folgen)
- 1996–1999: Zeit der Sehnsucht (Days of our Lives, 41 Folgen)
- 2000: Akte X – Die unheimlichen Fälle des FBI (The X-Files, eine Folge)
- 2000: Highway to Hell – 18 Räder aus Stahl (18 Wheels of Justice, eine Folge)
- 2000–2001: CSI: Den Tätern auf der Spur (CSI: Crime Scene Investigation, drei Folgen)
- 2000–2001: Baywatch – Die Rettungsschwimmer von Malibu (Baywatch, 26 Folgen)
- 2001: Arli$$ (eine Folge)
- 2001: Chaos City (Spin City, eine Folge)
- 2001: Charmed – Zauberhafte Hexen (Charmed, drei Folgen)
- 2001: Inside Schwartz (eine Folge)
- 2002: Friends (eine Folge)
- 2002: Glory Days (eine Folge)
- 2002: Mutant X (eine Folge)
- 2002: Smallville (eine Folge)
- 2003: The Lyon’s Den (zwei Folgen)
- 2003: Fastlane (zwei Folgen)
- 2003: Andromeda (Folge 3x19: Die Hochstaplerin)
- 2003: Just Shoot Me – Redaktion durchgeknipst (Just Shoot Me!, eine Folge)
- 2003: Frasier (eine Folge)
- 2003: Two and a Half Men (eine Folge)
- 2004: I’m with Her (eine Folge)
- 2004: The Screaming Cocktail Hour
- 2005: Monk (eine Folge)
- 2005: Jake in Progress (eine Folge)
- 2005: Head Cases (zwei Folgen)
- 2006: Out of Practice – Doktor, Single sucht … (Out of Practice, eine Folge)
- 2006: Freddie (eine Folge)
- 2006–2007: What About Brian (11 Folgen)
- 2008: Cashmere Mafia (eine Folge)
- 2008: The Starter Wife – Alles auf Anfang (The Starter Wife, vier Folgen)
- 2009: Dirty Sexy Money (zwei Folgen)
- 2009: The Philanthropist (drei Folgen)
- 2010: Life Unexpected – Plötzlich Familie (Life Unexpected, eine Folge)
- 2011: The Protector (Pilotfolge)
- 2011: Love Bites (eine Folge)
- 2012: Perception (eine Folge)
- 2012: The L.A. Complex (sieben Folgen)
- 2013: Rules of Engagement (eine Folge)
- 2013: Melissa & Joey (eine Folge)
- 2014: Hawaii Five-0 (eine Folge)
- 2014: Mistresses (zwei Folgen)
- 2014: Castle (Folge 7x09 Last Action Hero)
- 2015: Significant Mother (neun Folgen)
- 2016: The #Hashtagged Show (eine Folge)
- 2017: Modern Family (eine Folge)
- 2021: 9-1-1: Notruf L.A. (9-1-1, eine Folge)
- seit 2021: Reich und Schön (The Bold and the Beautiful)